# Scott Silver
Scott Silver (* 30. November 1963 in Worcester, Massachusetts) ist ein US-amerikanischer Drehbuchautor, Filmproduzent und Filmregisseur.

## Leben
Silver studierte zunächst Journalismus an der Boston University und wurde Dokumentarfilmer für CBS in Boston. Anfang der 1990er-Jahre studierte am American Film Institute. Silver gab 1996 sein Regiedebüt mit dem Filmdrama Johns, für das er 1996 auf dem Festival Internacional de Cine de San Sebastián den Preis für das Beste Regiedebüt erhielt.
Für The Fighter wurde Silver 2011 für das Beste Originaldrehbuch gemeinsam mit Eric Johnson und Paul Tamasy für einen Oscar nominiert. Hinzu kommen weitere Filmpreisnominierungen. Ein weiterer künstlerischer Erfolg war das gemeinsam mit Todd Phillips verfasste Drehbuch zu Joker (2019), das den beiden u. a. eine Oscar-Nominierung in der Kategorie Beste adaptierte Drehbuch sowie eine Auszeichnung bei den Satellite Awards 2019 einbrachte. Silver war auch am Drehbuch zur Fortsetzung Joker: Folie à Deux (2024) beteiligt.

## Filmografie
- 1996: Johns – Regie, Drehbuch
- 1997: Wer hat Angst vor Jackie-O.? – Produktion (The House of Yes)
- 1999: Mod Squad – Cops auf Zeit – Regie, Drehbuch
- 2002: 8 Mile – Drehbuch
- 2010: The Fighter – Drehbuch
- 2016: The Finest Hours – Drehbuch
- 2017: Stronger – Produzent
- 2019: Joker – Drehbuch
- 2024: Joker: Folie à Deux – Drehbuch